# 宜蘭高中 Pax Civic Lab 公民行動社
宜蘭高中 Pax Civic Lab 公民行動社，簡稱 Pax Civic Lab，是臺灣宜蘭高中的學生社團，成立於2017年。社團旨在提供學生多元學習平台，培養公民意識、法律素養、科技創新與經濟金融知識，並透過各類活動與比賽增進學生的專業技能與團隊合作能力。

## 社團組別

### 法治服務組
法治服務組致力於提升學生的法律與人權素養，並使用 AI 技術輔助學習。
已舉辦活動：
- 法律營「YILAN青法力-青少年AI法律素養培力營」   與宜蘭青年中心及宜蘭地方法院合作，透過模擬國民法官法庭及 AI 技術，讓學生了解審判流程與法律知識<ref>{{cite web|url=https://labor.e-land.gov.tw/News_Content.aspx?n=4190&s=245231|title=YILAN青法力-青少年AI法律素養培力營|publisher=宜蘭青年中心|access-date=2025-08-14}}</ref>。
- 小紅帽，寫革命：結合月經貧窮議題與書法課程，讓學生了解性別平權與公共衛生知識。
- 兒童權利神探—社福爾摩斯大搜查：以剪紙手作活動探索《兒童權利公約》，促進親子互動與人權教育。

未來規劃：
- 舉辦國民法官模擬法庭及各類人權法治營隊。

### 科技創新組
科技創新組以世界機關王競賽為核心，培養學生工程思維、創意設計與機械結構知識。由陳青青老師多年累積經驗，已有四屆歷史。
已參加比賽及成果：
- 機關整合競賽（GM）高中職組：世界賽佳作及台灣賽佳作（隊名：YLSH-年愁的今夜）<ref>{{cite web|url=https://www.instagram.com/pax.civic.lab/|title=Pax Civic Lab Instagram|publisher=Instagram|access-date=2025-08-14}}</ref>
- 機器人任務賽（R4M）高中職組初階：台灣賽佳作（隊名：TL Team Loser）<ref>{{cite web|url=https://www.instagram.com/pax.civic.lab/|title=Pax Civic Lab Instagram|publisher=Instagram|access-date=2025-08-14}}</ref>
- 機器人任務賽（R4M）高中職組進階：台灣賽銀牌（隊名：炎炎冰茶）、台灣賽銅牌（隊名：宜中豬豬俠）<ref>{{cite web|url=https://www.instagram.com/pax.civic.lab/|title=Pax Civic Lab Instagram|publisher=Instagram|access-date=2025-08-14}}</ref>

未來規劃：
- 舉辦國小積木營，推廣創意設計與工程思維。
- 持續參加國內外競賽。

### 經濟金融組
經濟金融組專注學生的經濟與金融知識，透過模擬市場、金融操作及政策討論，培養數據分析與策略思維。
已參加活動：
- 校內經濟競賽<ref>{{cite web|url=https://www.fd.uch.edu.tw/zh_tw/2025|title=校內經濟競賽|publisher=宜蘭高中|access-date=2025-08-14}}</ref>。

未來規劃：
- 舉辦校內經濟營，透過遊戲學習經濟概念。

## 社團歷史與加入流程
社團由宜蘭高中學生創立，旨在提供學習與實踐平台。
入社流程：
1. 申請登記，填寫申請表。
2. 簡單面談，了解學生興趣與目標。
3. 承諾至少參與一學期組別活動。

## 學生升學與未來發展
參與社團活動的學生可累積籌辦活動與申請經費經驗、參加國際及全國比賽、建立個人品牌、獲得各界資源，並將活動經驗寫入學習歷程，有助於升學及職涯規劃。

## 外部連結
- Pax Civic Lab 官方 Instagram

1. ↑  . Pax Civic Lab 公民行動社.